# Кацикопулос, Яннис
Яннис Кацико́пулос (греч.  Γιάννης Κατσικόπουλος, Калаврита 1917 — 10 апреля 1949) — греческий юрист, участник антифашистского Сопротивления, член и деятель Коммунистической партии Греции. Отмечен историографией в эпизоде пленения и расстрела 78 солдат 117-я егерской дивизии Вермахта. Погиб в годы Гражданской войны в Греции.

## Молодость
Яннис Кацикопулос родился в 1917 году в городке Калаврита Ахайи, в семье юриста Димитриса Кацикополуса и его жены Эвхари. У четы было пятеро детей (Афанасиос, Тасиа, Яннис, Ураниа, Такис).
Все трое мальчиков пошли по стопам отца и стали юристами. Младший, Такис, в послевоенные годы стал членом парламента и известным политиком.
Как и все его братья, Иоаннис получил начальное образование на родине, после чего поступил в Афинский университет на юридический факультет.
Стал членом молодёжной организации партии (ΟΚΝΕ).
Окончив университет, вернулся на родину и работал юристом.

## Сопротивление
С началом тройной, германо-итало-болгарской, оккупации Греции, вступил в про-коммунистический Освободительный фронт (ЭАМ).
Проведя кампанию по добровольной мобилизации жителей горной части Ахайи в Народно-освободительную армию Греции (ЭЛАС), вместе с кадровым офицером Георгием Аретакисом принял командование Отдельным батальоном Калаврит, в составе XII полка ЭЛАС Пелопоннеса.
В дальнейшем военное командование батальоном принял офицер греческих ВВС Алекос
Панагулиас (псевдоним Солиотис), в то время как Кацикопулос стал политическим комиссаром батальона.

### Эпизод с пленными 117 й егерской дивизии Вермахта
В начале октября 1943 года немецкие войска предприяли карательные операции в регионе, выступив одновременно из шести городов — из Триполи, из Аргоса, из Коринфа, из Патр, и из Пиргоса.
15 октября разведывательная рота 5-749 117-я егерской дивизии Вермахта, возглавляемая австрийцем капитаном Шобером (сыном бывшего мэра Вены) и насчитывавшая 105 человек предприняла (повторную) операцию по пленению командира партизанских сил северного Пелопоннесса, офицера греческих ВВС Д. Михоса.
Однако Михос был предупреждён местной немкой. бывшей замужем за греком. и мобилизовал резервистов из отрядов самообороны сёл и 2 й батальон Калаврит ЭЛАС, в котором командиром был Сфакианос и комиссаром Кацикопулос.
16 и 17 октября 1943 года, по приказу штаба ЭЛАС северного Пелопоннеса, 400 партизан и резервистов под общим командованием , Аретакиса атаковали в Керпини разведывательную роту вермахта. 4 немцев были убиты, остальные 82 были взяты в плен (по другим данным 63 пленных и 3 тяжело раненных), остальные бежали.
Судьба этих пленных стала звеном в цепи кровавых событий:
25 ноября 1943 года колонна немецких грузовиков с 40 солдатами попала в засаду партизан ЭЛАС в Монодентри, между городами Спарта и Триполи.
Выжил только один немецкий солдат:251).
В ответ, 26 ноября вермахт расстрелял в Монодентри 118 заложников из греческого гражданского населения, отказавшись обменять их на немецких пленных взятых в Керпини.
В свою очередь, делегация жителей региона, возглавляемая митрополитом Эгиона, предприняла безуспешную попытку освободить немецких пленных, опасаясь репрессий.
Переговоры делегации с руководством партизан были безуспешным.
Кацикопулос упоминается в числе руководителей партизан принявших участие в этих переговорах.
Партизаны не располагали как лагерями для военнопленных так и возможностью прорываться из кольца окружения с пленными.
В ходе немецкой операции по освобождению пленных, 7 декабря партизаны расстреляли 78 пленных с одобрения и в присутствии британской военной миссии.
В ответ на расстрел пленных, 13 декабря вермахт совершил Резню в Калаврите, в ходе которой было убито более 700 жителей этого маленького городка.
Однако существует аргументированная точка зрения, согласно которой расстрел этих пленных не имеет прямого отношеия к Резне в Калаврита.
Согласно этой точке зрения приказ о карательной операции в регионе был подписан 25 ноября 1943 года (приказы Ν2/1296 −25/11/43 и 3Α/1296/43 25/11/1943 gel) командиром 117-я егерской дивизии Вермахта, Карлом фон Лё Сюиром, и операция 68 армейского корпуса Вермахта началась 5 декабря (Unternehmen Kalawrita).
Делегация митрополита Эгиона Феоклита завершила без результата свои переговоры с партизанами 29 ноября, в то время как сами немцы не реагировали на предложение обмена пленных.
Пленные немцы были расстреляны с согласия (по другим источникам по приказу) британской миссии (полковник Стивенс, майор Антони Андрюс) 9 декабря и их тела были обнаружены 16 декабря.
Согласно этой точке зрения в день Резни в Калаврита (13 декабря) немцы не знали о расстреле пленных и, следовательно, между этими событиями нет прямой связи.

## Декабрьские события
Сразу после освобождения Греции последовали британская военная интервенция декабря 1944 года и бои городских отрядов ЭЛАС греческой столицы против британской армии и бывших коллаборационистов задействованных англичанами в этих боях:219.
Полагая что компромисс направит политическую жизнь страны в мирное русло, руководства компартии и ЭЛАС согласились на перемирие и подписали в январе 1945 года Варкизское соглашение, согласно которому части ЭЛАС должны были разоружиться.
Однако вместо мира наступил период т. н. «Белого террора», в течение которого бывшие квислинги и монархисты безнаказанно преследовали, теперь уже безоружных, бывших партизан ЭЛАС и сторонников компартии.

## Булкес
Кацикопулос был в числе «скомпрометированных убийствами национально мыслящих греков», то есть коллаборационистов, что в условиях разгула банд бывших квислингов и монархистов делало его пребывание в стране небезопасным.
В период после Варкизского соглашения отношения между компартией Греции и Союзом коммунистов Югославии ещё не были нарушены и Югославия принимала беглых греческих коммунистов и участников Сопротивления, которых однако отправляла на север, подальше от греческой границы в Воеводину. Там, в оставленном его немецким населением, селе Булкес (ныне Маглич (община Бачки-Петровац), образовалась автономная община 4-5 тысяч греческих политических беженцев.
По приказу партии, Кацикопулос, в составе группы таких же, как он, «скомпрометированных» членов партии отправился в Булкес.

## Возвращение в Грецию
Несмотря на политику компромисса со стороны греческих коммунистов, продолжающийся «Белый террор» привёл Грецию к Гражданской войне (1946—1949).
Между тем на его родине, в Пелопоннесе, развернула боевые действия героическая ΙΙΙ дивизия Демократической армии, «Дивизия мёртвых», как она будет названа в будущем греческой историографией.
Комиссаром в ΙΙΙ дивизию был назначен юрист Василис Бравос, который во главе группы в 15 коммунистов из Пелопоннеса начал свой путь от югославской границы до Средней Греции, с целью перебраться на Пелопоннес.
В составе группы Бравоса, Кацикопулос три месяца находился в горах Граммос на севере Греции, принимая время от времени участие в боях находившихся там частей Демократической армии.
В октябре 1947 года, группа прибыла в Фокида, Средняя Греция, в расположение батальона Демократической армии на горе Гьона.
В попытке найти способ перебраться через Коринфский залив в районе города Галаксиди, руководитель грппы Бравос, юрист Гикас Франгос, кадровый офицер Костас Канеллопулос и местный коммунист Яннис Мамалис, нарвались на засаду отряда жандармерии в селе Пенте Ориа Дориды.
В последовавшем бою раненные Бравос и Франгос были взяты в плен, подвергнуты пыткам, с тем чтобы они выдали место, где скрывались остальные члены группы, о которой жандармерия была уведомлена.
Не сумев вырвать у пленных и слова, жандармы обезглавили Бравоса и Франгоса 24 декабря 1947 года.
Тела двух коммунистов были захоронены местными жителями на кладбище села Св. Эфтимия.
Кацикопулос, вместе с другими членами группы, сумел пербраться через Коринфский залив.
Вместо Василиса Бравоса, комиссаром ΙΙΙ дивизии стал Стефанос Гюзелис.

### Эгион и Халандрица
Партизаны Демократической армии развернули активную деятельность в Ахее с конца 1947 года
24 февраля 1948 года партизанские силы Демократической армии вступили в город Эгион с трёх направлений.
Правительственные газеты писали, что во главе партизан были Сфакианос, Яннис Кацикопулос и Никос Поликратис
5 июля партизаны одержали победу в бою за село Халандрица, в одном из самых значительных боёв на Пелопоннесе.

## Смерть
В ответ королевские войска провели масштабную операцию по ликвидации партизан, которые разбились на маленькие группы.
10 апреля 1949 года группа 6 партизан возглавляемая Кацкопулосом попыталась пробиться с горы Хелмос на гору Менало. Группа была окружена у Черепашьей пещеры (Χελωνοσπηλιά) у истоков реки Ладонас и после двухчасового боя распалась. Трое партизан были взяты в плен.
Отказавшись сдаваться, Кацикопулос, С. Декакос и учитель С. Тембелис покончили жизнь самоубийством.
Тело Кацикопулоса было перевезено в его родной Калаврита в день когда (по совпадению) в город прибыл король Греции Павел.
В течение нескольких дней его тело было выставлено на обозрение на центральной площади Калаврита для устрашения населения.
В конечном итоге тело Кацикопулоса было захоронено после усилий предпринятых его родственниками за пределами городского кладбища, в то время как местные священники отказались провести службу, ссылаясь на то что покойный был самоубийцей